# 毛拉·麦克劳克林
毛拉·麦克劳克林（英語：Maura McLaughlin，1972年5月25日—），女，美国天体物理学家，西弗吉尼亚大学教授。研究方向为中子星、脉冲星计时阵列等。

## 家庭
丈夫邓肯·洛里默也是西弗吉尼亚大学教授。